# Medaille für Kämpfer gegen den Faschismus 1933 bis 1945

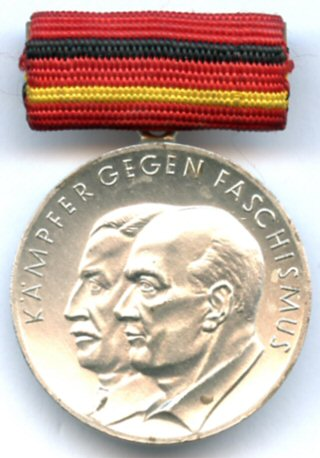

Die Medaille für Kämpfer gegen den Faschismus 1933 bis 1945 war eine staatliche Auszeichnung  der Deutschen Demokratischen Republik (DDR), welche in Form einer tragbaren Medaille verliehen wurde.

## Stiftung und Verleihungsvoraussetzungen
Die Medaille wurde am 22. Februar 1958 vom Ministerrat der DDR gestiftet. Ausgezeichnet wurden Beteiligte des Widerstandskampfes gegen den Nationalsozialismus, beispielsweise ehemalige Häftlinge in Gefängnissen, Zuchthäusern und Konzentrationslagern und politische Emigranten sowie Angehörige der Internationalen Brigaden. Auch das Wirken gegen den Faschismus im Nationalkomitee Freies Deutschland wurde anerkannt, bspw. Generalleutnant Arno von Lenski (seit 1940 ehrenamtliches Mitglied des Volksgerichtshofes, später General der NVA) ebenso das Wirken in der Freien Deutschen Bewegung.
Die Medaille wurde nur einmalig und nur an Einzelpersonen verliehen. Zu ihrer Verleihung, die durch den Vorsitzenden des Ministerrats erfolgte, gehörte eine Urkunde. Alle Träger der Medaille erhielten seit 1964 ein jährliches Ehrengeld von 600 Mark.

## Aussehen und Trageweise
Die versilberte Medaille mit einem Durchmesser von 32 mm zeigt auf ihrem Avers die vom Betrachter aus gesehen links blickenden Kopfporträts von Rudolf Breitscheid und Ernst Thälmann (vorn). Umschlossen werden diese von der obigen halbkreisförmigen Umschrift: KÄMPFER GEGEN FASCHISMUS. Das Revers der Medaille zeigt dagegen mittig das Staatswappen der DDR umschlossen von der Umschrift: VORWÄRTS UND NICHT VERGESSEN (oben) und die Jahreszahl 1933 . 1945 (unten). Getragen wurde die Medaille an der linken oberen Brustseite an einer 28 mm breiten rechteckigen rot bezogenen Spange, die ab 1959 dann nur noch 24 mm breit war. In das Band war ein 7,5 mm hoher schwarz-rot-goldener Balken in waagerechter Positionierung eingewebt. Die dazugehörige Interimsspange war von gleicher Beschaffenheit.

## Bekannte Träger (Auswahl)
- 1958: Hermann Axen
- 1958: Martin Burkhardt
- 1958: Peter Florin
- 1958: Paul Fröhlich
- 1958: Walter Hähnel
- 1958: Greta Kuckhoff
- 1958: Charlotte Küter
- 1958: Arno von Lenski
- 1958: Paul Lewitt
- 1958: Arthur Lieberasch
- 1958: Paul Meuter
- 1958: Karl Raddatz
- 1958: Heinrich Rau
- 1958: Willi Stoph
- 1958: Elfriede Paul
- 1958: Erich Mielke
- 1958: Hannelore Willbrandt-Sieber-Ploog
- 1959: Ernst Sieber
- 1959: Otto Kleine
- 1962: Elisa Úriz Pi (1893–1979)
- 1963: Otto Herrmann Moritz[3]
- 1963: Maria Berner
- 1965: Aleksander Kulisiewicz, Jovanka Broz
- 1967: Edith Braemer
- 1971: Doris Wetterhahn
- Jahr der Verleihung unbekannt:
  - Paul Dessau (1894–1979)
  - Gustav Artur Dorf (1908–1972)
  - John Heartfield (1891–1968)
  - Elisabeth Jäger (1924–2019)
  - Jürgen Kuczynski (1904–1997)
  - Hertha Gordon-Walcher (1894–1990)
  - Betty Loewen-Zimmering  (1909–1973)
  - Gertrud Marx (1904–1989)
  - Ilse Schaeffer (1899–1972)
  - Hans Schnitzler (1908–1985)
  - Fritz Schulz (1909–1993)
  - Stanislaw Trabalski (1896–1985)
  - Hedwig Voegt (1903–1988)
  - Franz Franke (1901–1972)
  - Klaus Zweiling (1900–1968)
  - Walter Garbang (1911–1985)